# 別所治定
別所 治定（べっしょ はるさだ）は、戦国時代から安土桃山時代にかけての武将。

## 生涯
別所家の急先鋒であり、主に伏兵隊に任じられた。天正7年（1579年）、兄の別所長治が織田信長から離反した際、長治の命により叔父・吉親らと共に、800の兵を率いて羽柴秀吉勢を平井山に奇襲したが失敗、敗死した（「別所長治記」）。享年19。
討ち取ったのは羽柴家臣・樋口雅兼（政武とも）とされる。